# Panneau stop
Un panneau stop ou panneau d'arrêt (au Québec et selon la Convention de Vienne) est un panneau de signalisation qui est habituellement implanté au droit des intersections et qui informe les conducteurs qu'ils doivent marquer l'arrêt avant de continuer.
Au-delà de l'obligation pour l'automobiliste de marquer l'arrêt, ce panneau signifie que, quelle que soit la direction qu'il souhaite prendre, il n'est jamais prioritaire : il doit laisser la priorité aux usagers déjà présents sur cette route.
Les panneaux stop ne sont généralement pas systématiquement présents à chacune des intersections, mais ils sont souvent utilisés pour contrôler les mouvements du trafic aux intersections dangereuses qui ne sont pas suffisamment encombrées pour justifier l'installation de feux de signalisation. Ils peuvent être par ailleurs présents à côté d'un feu de signalisation pour préciser les priorités en cas de panne du système lumineux.
Aux États-Unis et au Canada, ils sont couramment employés dans les zones résidentielles, ou près des lieux où les enfants jouent, comme une mesure de prévention.

## Définition et dimensions dans la convention de Vienne de 1968
La Convention de Vienne sur la signalisation routière, adoptée le 8 novembre 1968 par l'Organisation des Nations unies, avait vocation à uniformiser au niveau international les signaux routiers.
Le signal B2 « arrêt » sera ainsi employé pour notifier que les conducteurs doivent, à l’intersection où est placé le signal, marquer l’arrêt avant de s’engager dans l’intersection
et céder le passage aux véhicules circulant sur la route dont ils s’approchent. Deux signaux sont possibles B2a (octogonal) et B2b (circulaire).

B2a
B2b
Variante de B2b
Variante de B2b
Variante de B2b

### Le modèle octogonal

Variante de B2a autorisée en l'accord européen

Le modèle B2a est octogonal à fond rouge avec bordure blanche, et porte le mot « Stop » en blanc, en anglais ou dans la langue de l’État intéressé ; la hauteur du mot est au moins égale au tiers de la hauteur du panneau ;
La hauteur du signal B2a est la suivante :
- dimensions normales : environ 0,90 m
- petites dimensions : jamais inférieure à 0,60 m.

L'Accord européen permet que la bordure et le mot « Stop » soient de couleur jaune clair.
L'origine de la forme octogonale du panneau est de bien visualiser ce panneau souvent recouvert de neige (dans les pays à fort enneigement) qui était illisible, mais qui devenait reconnaissable grâce à celle-ci.

### Le modèle circulaire
Le modèle B2b est circulaire à fond blanc ou jaune avec bordure rouge. Il porte à l’intérieur le signal B1 de cédez-le-passage sans inscription et, en outre, vers le haut, en grands caractères, le mot « Stop » en noir ou en bleu foncé, en anglais ou dans la langue de l’État intéressé.

### Présignalisation[2].
Les signaux de présignalisation doivent être placés à une distance de l’intersection telle que leur efficacité soit la meilleure de jour comme de nuit, compte tenu des conditions de la route et de la circulation, notamment de la vitesse usuelle des véhicules et de la distance à laquelle le signal est visible. Cette distance peut ne pas être supérieure à une cinquantaine de mètres (55 yards) dans les agglomérations, mais doit être d’au moins 500 mètres (550 yards) sur les autoroutes et les routes à circulation rapide. Les signaux peuvent être répétés.

## Définition et dimensions dans les pays inspirés du système américain
Aux États-Unis les panneaux routiers sont normés par le Manual on Uniform Traffic Control Devices (MUTCD) (Manuel de la signalisation routière). Plusieurs pays en Amérique et en Asie, dont l’Argentine, l’Australie, le Canada et le Japon s’inspirent du MUTCD. Ces panneaux ressemblent majoritairement au signal 2Ba de la Convention de Vienne sur la signalisation routière, mais sont plus aptes à employer un terme de la langue locale au lieu de ou accompagnant le mot « stop ».

Panneau stop américain
Panneau stop québécois
Panneau stop mexicain

Le MUTCD prévoit la largeur pour un panneau arrêt (R1-1) d'entre 30 pouces (76,2 cm) et 48 pouces (121,92 cm).
Plusieurs juridictions prévoient un pannonceau sous le panneau stop pour indiquer lorsqu'il y a des arrêts dans les autres sens. Le MUTCD oblige un pannonceau ALL-WAY (Toutes les directions) (R1-3P) lorsque toutes les branches entrants ont un panneau d'arrêt. Au Québec on peut mettre un pannonceau avec le diagramme du carrefour.

Pannonceau pour indiquer un carrefour où toutes les branches ont un stop
Exemple d'un pannonceau québécois indiquant un carrefour en T où toutes les branches ont un arrêt

Un panneau de présignalement (W3-1) est préscrit lorsqu'un panneau stop n'est pas visible d'une distance suffisante pour permettre au conducteur de réagir à temps.

Présignalisation d'un stop aux États-Unis, selon le MUTCD
Présignalisation d'un stop dans 200 m, de l'Argentine
Présignalisation d'un stop dans 200 m, en Irlande
Présignalisation d'un arrêt au Québec

## Par pays

### Afrique

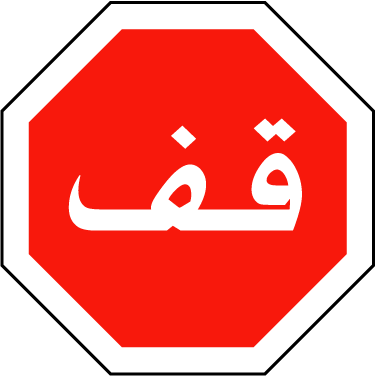
(en arabe et en berbère)

- Afrique du Sud 
  Angola 
  Botswana 
  Lesotho 
  Malawi 
  Mozambique 
  Namibie 
  Eswatini 
  Tanzanie 
  Zambie 
  Zimbabwe
- République centrafricaine
- Algérie
 Égypte 
  Libye 
  Maroc 
  Soudan
- Éthiopie
- Liberia
 Maurice
- Maroc 
 (en arabe et en berbère)
- Nigeria

#### Ancien

(ancien)
(ancien)
(ancien)
(ancien)

(1950–1960)
(1960–1963)
(1963–2017)

(1979-1995)
(1979-2003)

(ancien)
(ancien)

- Libye 
 (ancien)
- Mozambique 
 (ancien)
- Malawi 
  Zimbabwe 
 (ancien)
- Zambie 
 (ancien)

### Amérique

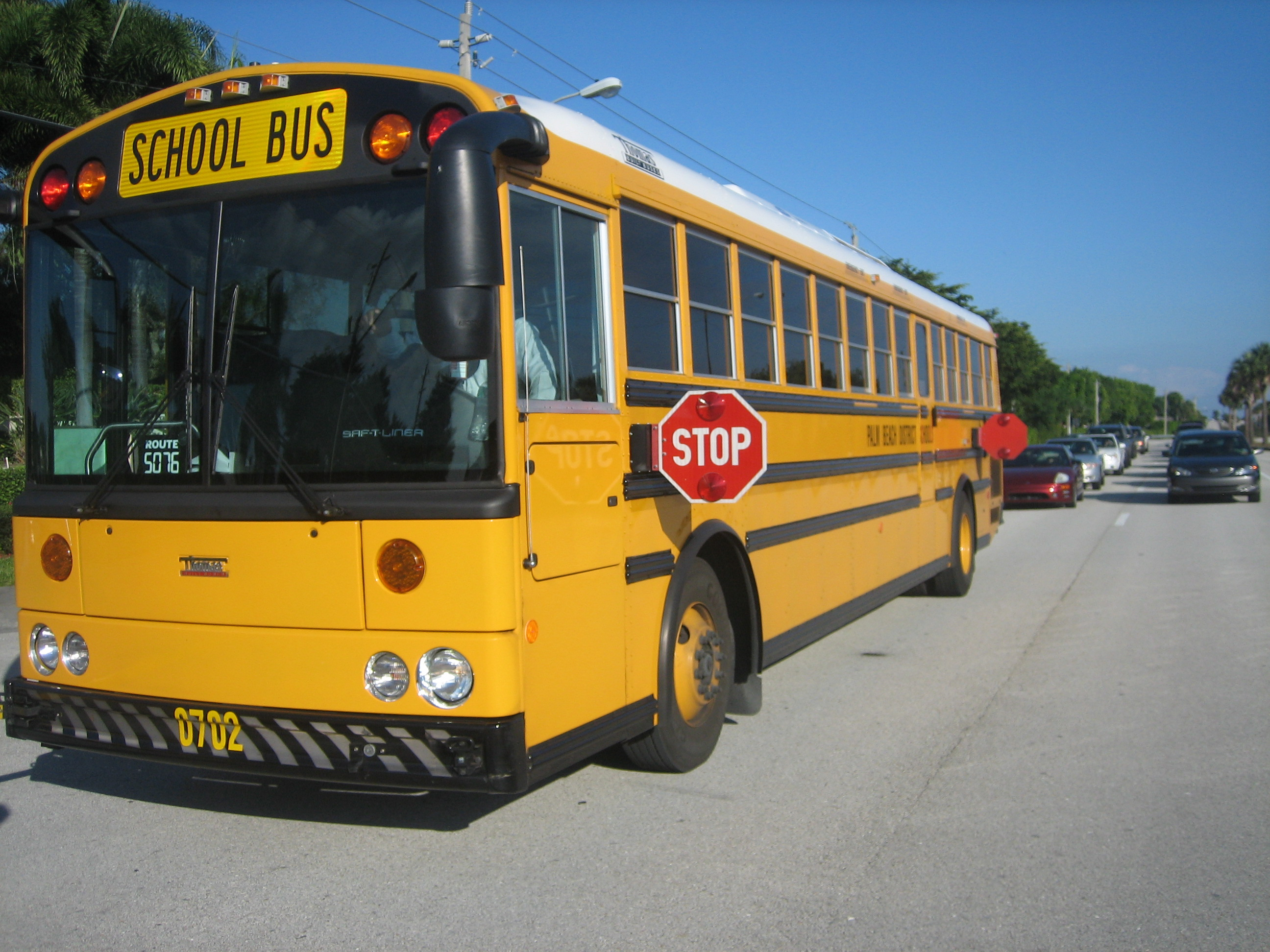
En Amérique du Nord, il est interdit de croiser ou de doubler un autobus scolaire lorsque ses clignotants sont activés et que son panneau est déploié.

#### Canada
Au Québec, la grande majorité des panneaux portent le mot « arrêt », même si certains portent aussi le mot « stop » (considéré comme un mot français par l’Office québécois de la langue française, mais néanmoins utilisés le plus souvent dans des quartiers à majorité anglophone). Cependant, il existe encore d’anciens panneaux « arrêt stop » combinant les deux mots (le standard avant 1982) qui n’ont pas encore été remplacés. Selon l’OQLF, panneau stop, arrêt et stop sont synonymes de panneau arrêt, tandis qu’arrêt-stop (utilisé dans le langage familier) est un terme à éviter en raison de redondance. L’utilisation seule du terme « arrêt » ou du terme « stop » commence au début de 1988 et est prescrit dans le Code de la sécurité routière du Québec depuis juin 1999 ; l'échéance pour rendre les dispositifs conformes étant le 30 juin 2006.
Si un arrêt est placé dans chacune des voies d’une intersection, il sera accompagné d’un autre panneau désignant qu’il y a un arrêt dans toutes les directions. Dans ce cas-ci, le premier automobiliste à s’immobiliser est celui qui a la priorité, ensuite le deuxième et ainsi de suite. C’est le même panneau « ARRÊT » qui est utilisé sur les autobus scolaires. Ce second panneau peut être soit la mention « TOUTES DIRECTIONS » ou bien un panneau montrant toutes les rues du carrefour avec un petit panneau arrêt.
Le reste du Canada utilise « stop » à quelques exceptions près. Certaines villes utilisent des panneaux « stop arrêt » bilingues comme Moncton au Nouveau-Brunswick, le quartier francophone de Winnipeg au Manitoba et Ottawa en Ontario. Les territoires autochtones peuvent aussi utiliser une langue locale.

Panneau bilingue au Nouveau-Brunswick et Ottawa
Un panneau arrêt au Québec
Panneau bilingue en inuktitut et anglais/français à Iqaluit au Nunavut
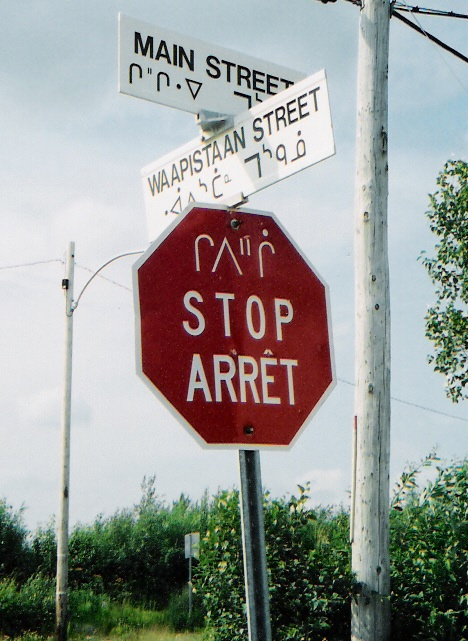
Panneau arrêt trilingue (cri, anglais, français) à Mistassini au Québec
En cri
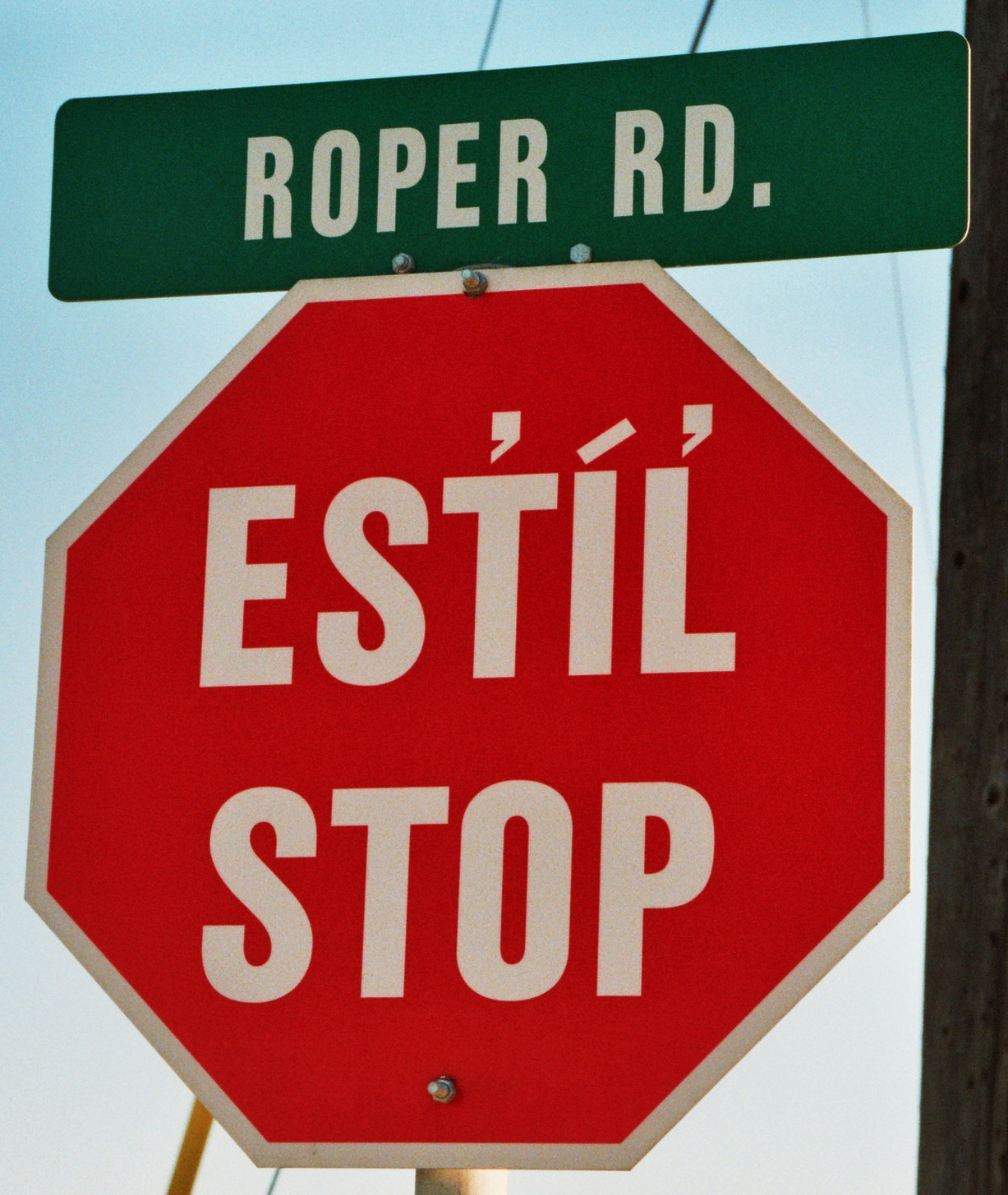
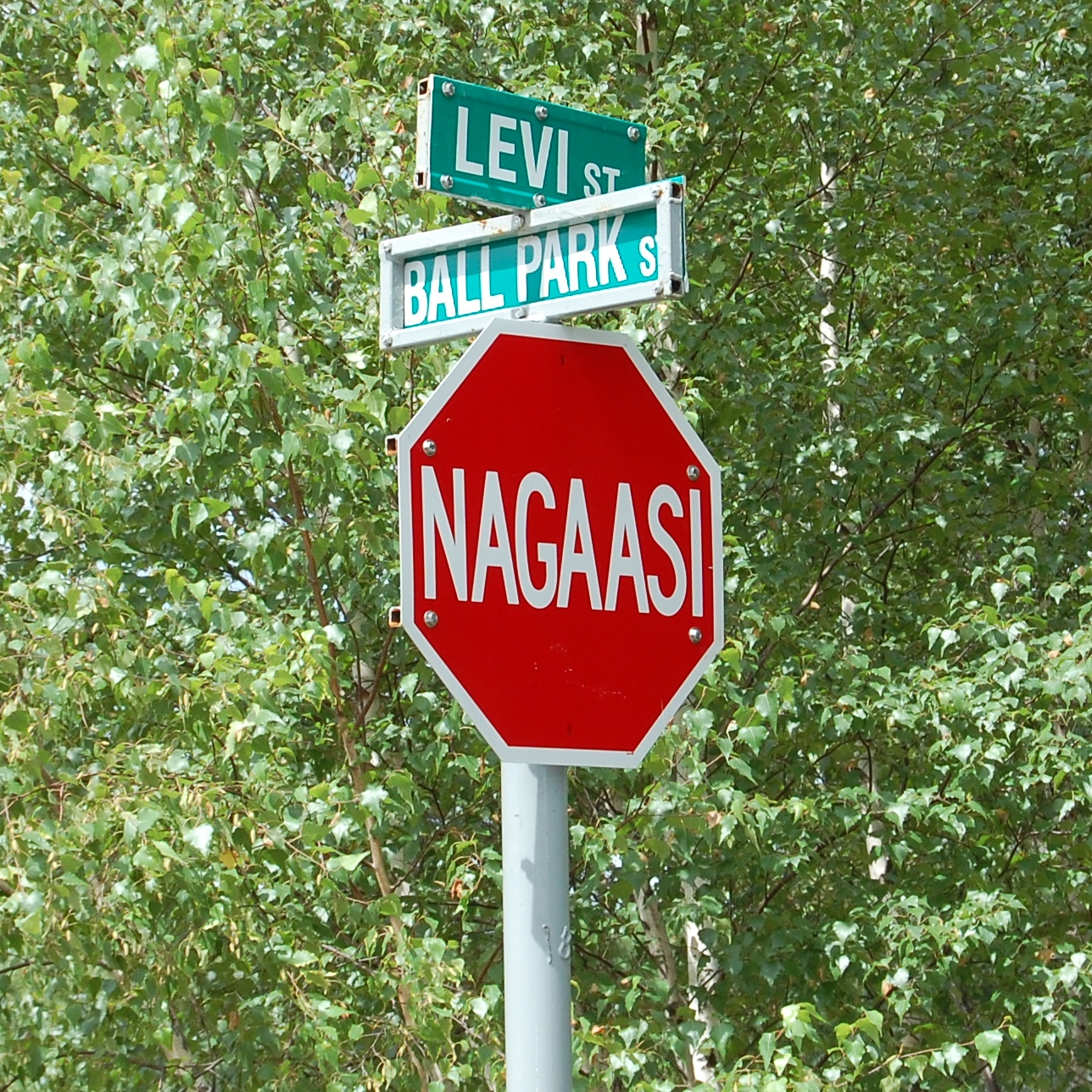
En micmac
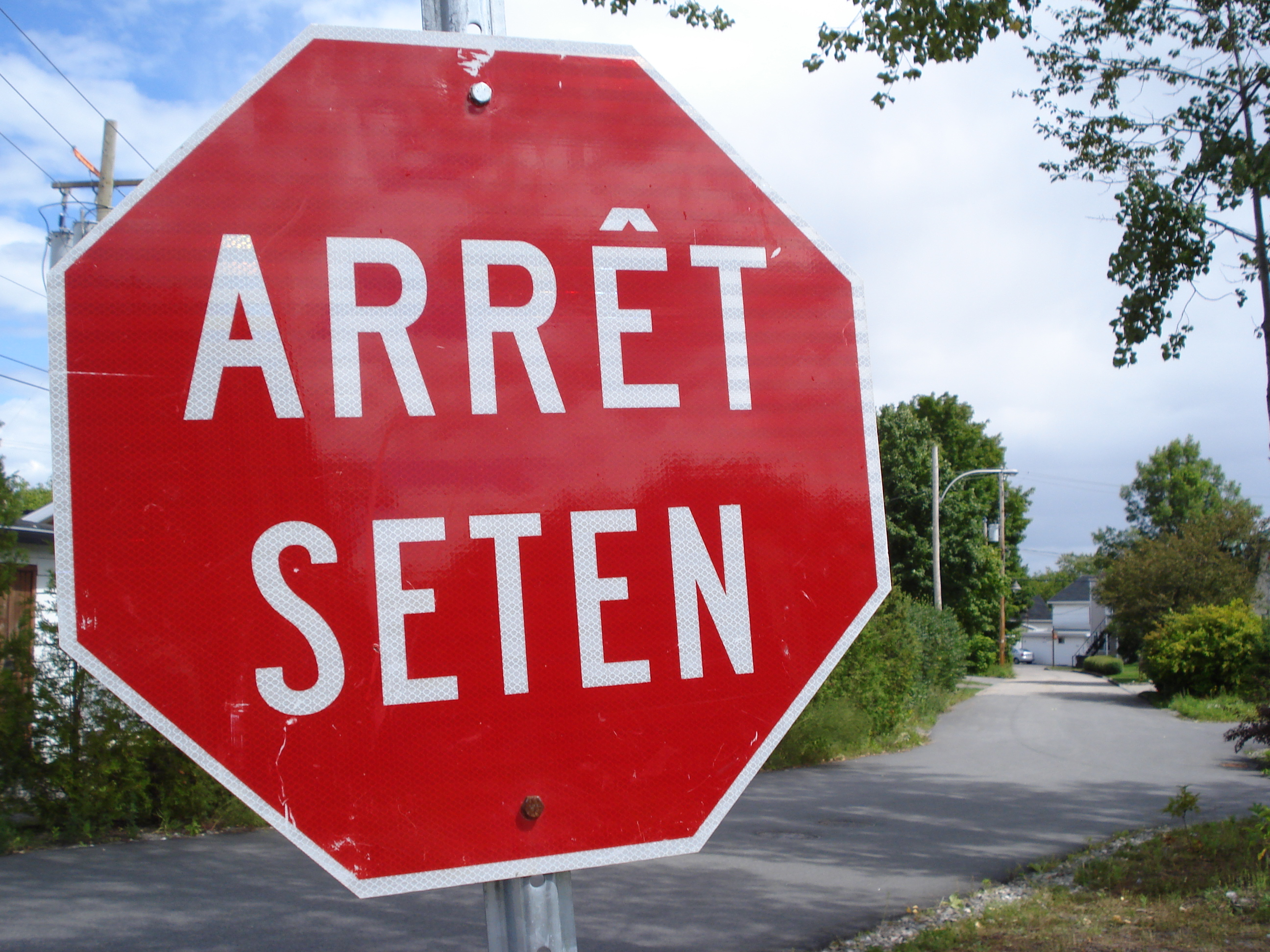
Wendake
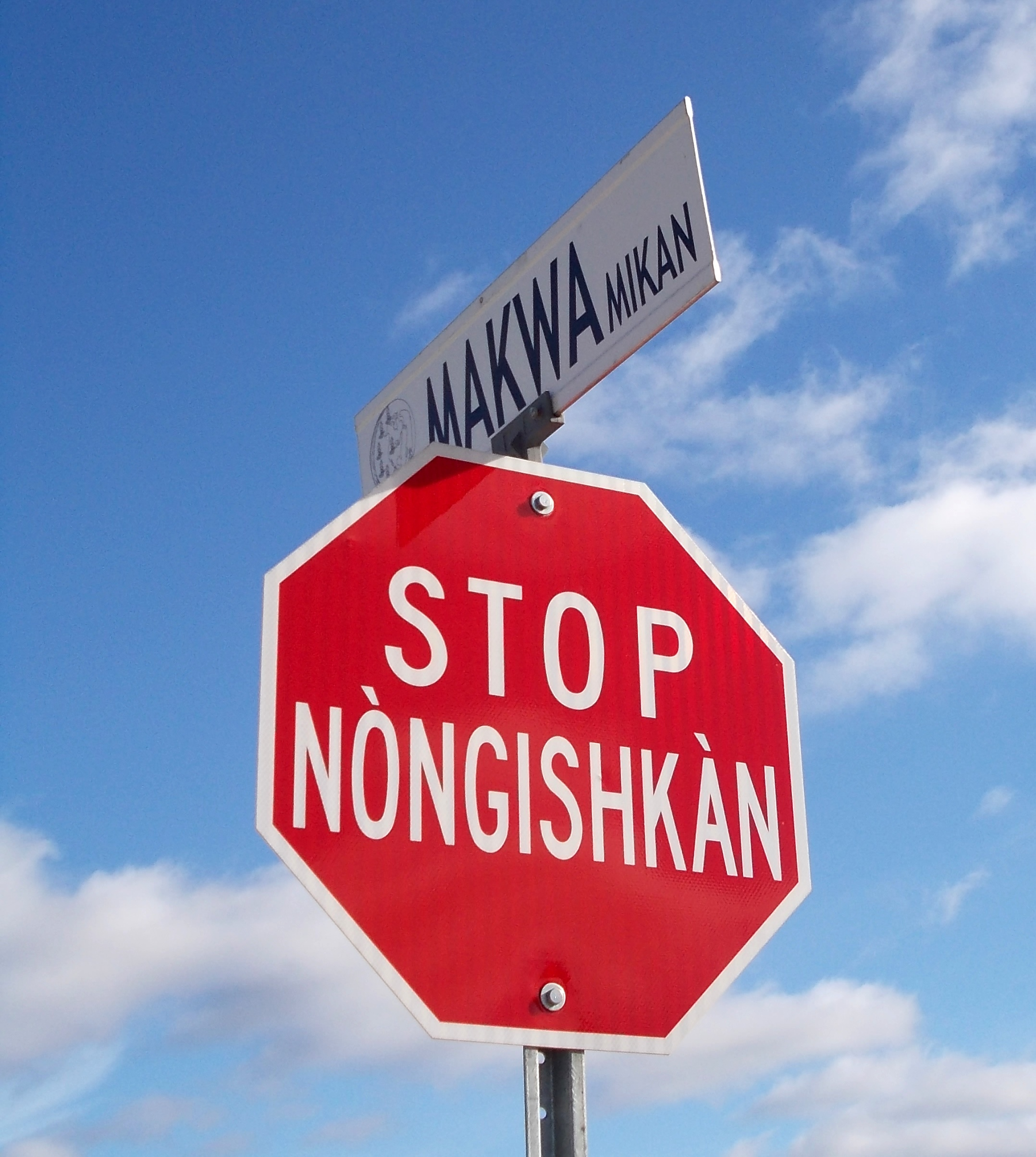
Kitigan Zibi
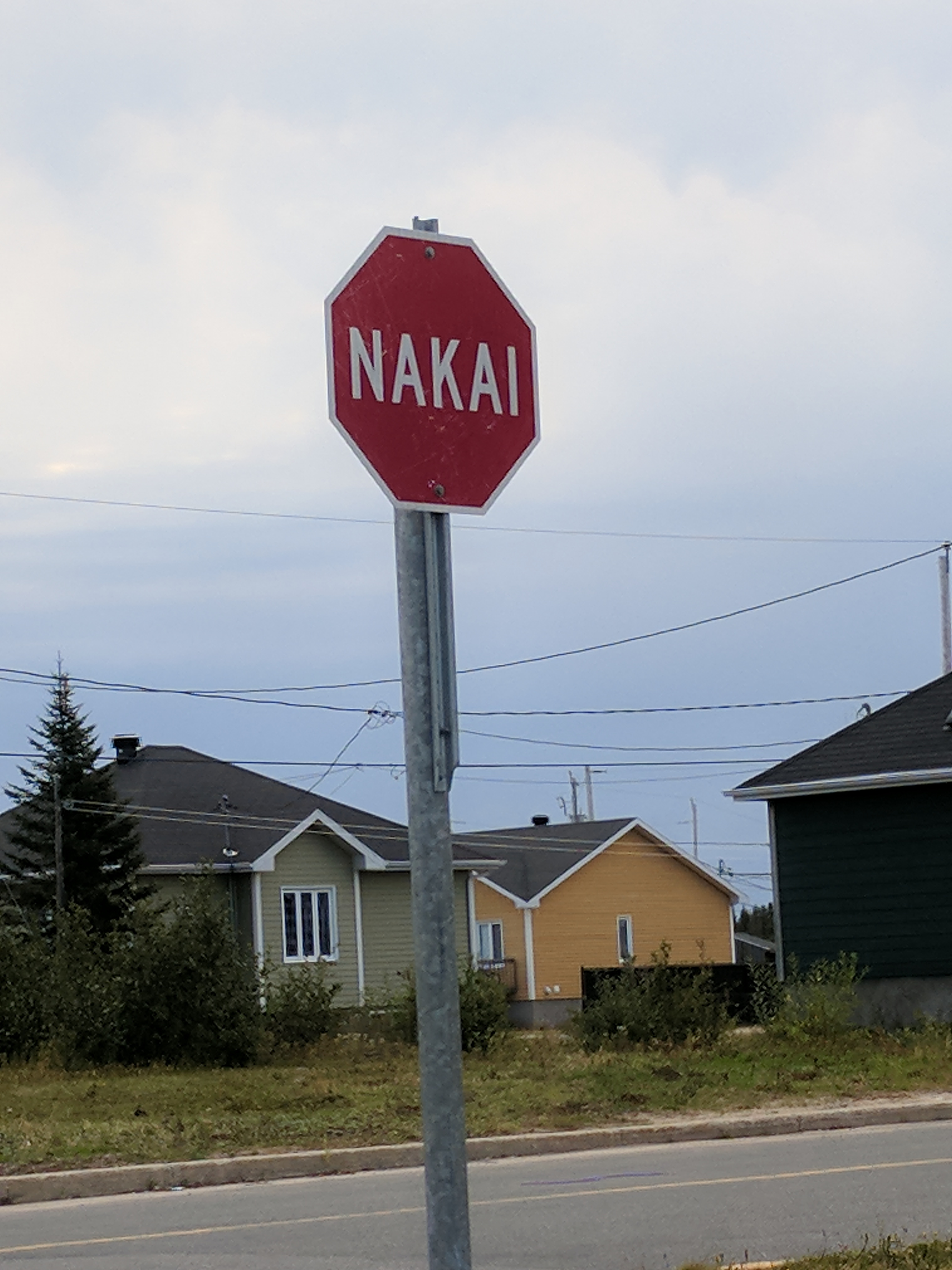
Maliotenam

#### États-Unis
Aux États-Unis, un stop peut être accompagné de la mention ALL WAY (« toutes directions »), signifiant que toutes les voies débouchant sur ce carrefour ont la même priorité. L'arrêt est obligatoire, le véhicule ne peut franchir le carrefour qu'après avoir laissé passer les véhicules arrêtés en première position avant lui. Ce système ne fonctionne qu'avec beaucoup de discipline et lorsqu'il n'y a pas de piétons.

(ancien)

#### Amérique latine

- Cuba
- Argentine
 Bolivie
 Brésil
 Chili
 Colombie
 République dominicaine
 Équateur
 Pérou
 Porto Rico
 Uruguay
 Venezuela
- Costa Rica
 Guatemala
 Honduras
 Nicaragua
 Panama
 Salvador

### Asie

- Bangladesh
 Népal
- Bhoutan
- Birmanie
- Brunei
- Cambodge
- Chine
- Corée du Nord
- Corée du Sud
- Émirats arabes unis
- Hong Kong
- Indonésie 
  Philippines
- Israël 
  Palestine
- Iran
- Japon
- Laos
- Macao
- Malaisie
- Mongolie
- Pakistan
- Singapour
- Taïwan
- Thaïlande
- Turquie
- Vietnam

#### Ancien
- Chine
- Corée du Nord
- Corée du Sud
- Israël
- Japon (1950–1960)
- Japon (1960–1963)
- Japon (1963–2017)
- Taïwan

### Europe

- Allemagne
- Arménie
- Autriche
- Belgique
- Biélorussie
- Danemark
- Espagne
- Finlande
- France
- Grèce
- Irlande
- Norvège
- Pays-Bas
- Pologne
- République tchèque
- Royaume-Uni
- Russie
- Serbie
- Slovaquie
- Suède
- Suisse

#### Ancien
- Suisse (1979-1995)
- Suisse (1979-2003)

### Océanie

- Australie 
  Papouasie-Nouvelle-Guinée
- Fidji 
  Nouvelle-Zélande 
  Samoa 
  Tonga
- Vanuatu

#### Ancien
- Australie (ancien)
- Tonga (ancien)